# Baguwa
Baguwa (nep. बगुवा) – gaun wikas samiti w zachodniej części Nepalu w strefie Gandaki w dystrykcie Gorkha. Według nepalskiego spisu powszechnego z 2001 roku liczył on 493 gospodarstw domowych i 2246 mieszkańców (1270 kobiet i 976 mężczyzn).